# ولیویتتا
ولیویتتا (به لاتین: Welivitta) یک منطقهٔ مسکونی در سری‌لانکا است که در استان مرکزی (سری‌لانکا) واقع شده‌است.